# Charles Wright Mills
Charles Wright Mills (28 d'agost de 1916, Waco, Texas – 20 de març de 1962, Nyack, estat de Nova York) va ser un sociòleg estatunidenc. Mills és recordat per haver estudiat l'estructura de poder dels Estats Units en el seu llibre, The Power Elite. Entre altres temes li va interessar la responsabilitat dels intel·lectuals en la societat de després de la II Guerra Mundial. Va ser partidari del compromís per damunt de l'observació acadèmica desinteressada.
Mills va publicar en revistes populars i intel·lectuals, i és recordat per diversos llibres, com The Power Elite, White Collar: The American Middle Classes i The Sociological Imagination. Mills estava preocupat per les responsabilitats dels intel·lectuals en la societat posterior a la Segona Guerra Mundial, i va defensar el compromís públic i polític per sobre de l'observació desinteressada. Un dels biògrafs de Mills, Daniel Geary, escriu que els escrits de Mills van tenir un «impacte particularment significatiu en els moviments socials de la Nova Esquerra de l'època dels anys 60». Va ser Mills qui va popularitzar el terme New Left als EUA en una carta oberta de 1960, «Carta a la Nova Esquerra».

## Biografia

### Primers anys de vida
C. Wright Mills va néixer a Waco, Texas, el 28 d'agost de 1916. El seu pare, Charles Grover Mills (1889-1973), va treballar com a corredor d'assegurances; la seva mare, Frances Ursula (Wright) Mills (1893-1989), era mestressa de casa. Els seus pares eren pietosos i de classe mitjana, amb antecedents irlandesos i anglesos. Mills era un corista de l'Església Catòlica de Waco i va desenvolupar una aversió al cristianisme durant tota la vida. Va anar a la Dallas Technical High School, amb interès per l'enginyeria, i els seus pares l'estaven preparant per a una carrera pràctica en un món en ràpida industrialització de Texas. Els seus focus d'estudi a més de l'enginyeria eren l'àlgebra, la física i el dibuix mecànic.

### Educació
El 1934, Mills es va graduar a la Dallas Technical High School i el seu pare el va pressionar perquè assistís a la Texas A&M University. Per complir els desitjos del seu pare, Mills va anar a la universitat, però va trobar l'atmosfera «sufocant» i va marxar després del primer any. Es va traslladar a la Universitat de Texas a Austin on va estudiar antropologia, psicologia social, sociologia i filosofia. En aquell moment, la universitat estava desenvolupant un fort departament d'instrucció de postgrau tant per a les ciències socials com les físiques. Mills es va beneficiar d'aquest desenvolupament únic, i va impressionar els professors amb el seu poderós intel·lecte. El 1939, es va llicenciar en sociologia, així com un màster en filosofia. Quan es va graduar, ja havia publicat a les dues principals revistes de sociologia, l’American Sociological Review i The American Journal of Sociology.
Mentre estudiava a Texas, Mills va conèixer la seva primera dona, Dorothy Helen Smith, una companya d'estudis que buscava un màster en sociologia. Anteriorment havia assistit a l'Oklahoma College for Women, on es va graduar amb una llicenciatura en comerç.
Després del seu matrimoni, el 1937, Dorothy Helen, o «Freya», va treballar com a membre del personal de la directora de la Women's Residence Hall de la Universitat de Texas. Va donar suport a la parella mentre Mills completava el seu treball de postgrau; també va escriure, copiar i editar gran part del seu treball, inclòs el seu doctorat. dissertació. Allà va conèixer a Hans Gerth, un refugiat polític alemany i professor del Departament de Sociologia. Encara que Mills no va fer cap curs amb ell, Gerth es va convertir en un mentor i amic íntim. Junts, Mills i Gerth van traduir i editar algunes de les obres de Max Weber. També van col·laborar en Character and Social Structure, un text de psicologia social. Aquest treball va combinar la comprensió de Mills de la socialització a partir del seu treball a American Pragmatisim i la comprensió de Gerth de les societats passades i presents.
Mills va rebre el seu doctorat. en Sociologia per la Universitat de Wisconsin-Madison el 1942. La seva tesi es titulava A Sociological Account of Pragmatism: An Essay on the Sociology of Knowledge. Mills es va negar a revisar la seva dissertació mentre era revisada pel seu comitè. Posteriorment va ser acceptat sense l'aprovació del comitè de revisió. Mills va deixar Wisconsin a principis de 1942, després d'haver estat nomenat professor de sociologia a la Universitat de Maryland, College Park.

### Carrera inicial
Abans que Mills continués la seva carrera i va evitar el servei militar utilitzant la seva pressió arterial alta com a ajornament, es va divorciar de la seva dona Freya l'agost de 1940. Però després d'un any de divorci, Mills va convèncer la Freya perquè canviés d'opinió. La parella es va tornar a casar el març de 1941. Pocs anys després, la seva filla, Pamela Mills, va néixer el 15 de gener de 1943. Durant aquest temps, la seva feina com a professor associat de sociologia des de 1941 fins a 1945 a la Universitat de Maryland, College Park, va créixer la consciència i la implicació de Mills en la política estatunidenca. Durant la Segona Guerra Mundial, Mills va fer amistat amb els historiadors Richard Hofstadter, Frank Freidel i Ken Stampp. Els quatre acadèmics van col·laborar en molts temes, i cadascun va escriure sobre temes contemporanis de la guerra i com va afectar la societat estatunidenca.
Mentre encara era a la Universitat de Maryland, Mills va començar a contribuir amb «sociologia periodística» i articles d'opinió a revistes intel·lectuals com The New Republic, The New Leader, així com Politics, una revista establerta pel seu amic Dwight Macdonald el 1944.
Durant el seu temps a la Universitat de Maryland, William Form es va fer amic de Mills i ràpidament va reconèixer que «el treball dominava de manera aclaparadora» la vida de Mills. Mills va continuar el seu treball amb Gerth mentre intentava publicar «Class, Status, and Parties» de Weber. Form explica que Mills estava decidit a millorar la seva escriptura després de rebre crítiques sobre una de les seves obres; «Col·locant la seva Corona portàtil a la gran taula de cafè de la sala d'estar, escrivia a tres espais sobre paper groc gruixut, revisant el manuscrit escrivint entre línies amb un llapis afilat. Desordenar les addicions i els canvis podria representar un repte formidable. Cada dia abans de marxar al campus, deixava un manuscrit perquè Freya (la seva dona el tornés a escriure».
El 1945, Mills es va traslladar a Nova York després d'aconseguir una posició d'associat d'investigació a l'Oficina d'Investigació Social Aplicada de la Universitat de Colúmbia. Amb aquest moviment es va separar de Freya i la parella es va divorciar el 1947.
Mills va ser nomenat professor ajudant al departament de sociologia de la universitat l'any 1946. Mills va rebre una subvenció de 2.500 dòlars de la Fundació Guggenheim l'abril de 1945 per finançar la seva investigació el 1946. Durant aquest temps, va escriure White Collar, que finalment es va publicar el 1951.
El 1946, Mills va publicar From Max Weber: Essays in Sociology, una traducció dels assajos de Weber en coautor amb Hans Gerth. El 1953, tots dos van publicar un segon treball, Caràcter i estructura social: la psicologia de les institucions socials.
El 1947, Mills es va divorciar de la seva dona Freya i es va casar amb la seva segona dona, Ruth Harper, una estadística de l'Oficina d'Investigació Social Aplicada. Va treballar amb Mills a New Men of Power (1948), White Collar (1951) i The Power Elite (1956). El 1949, Mills i Harper es van traslladar a Chicago perquè Mills pogués servir com a professor visitant a la Universitat de Chicago. Mills va tornar a ensenyar a la Universitat de Colúmbia després d'un semestre a la Universitat de Chicago, i va ser promogut a professor associat de sociologia l'1 de juliol de 1950. En només sis anys, Mills va ser ascendit a professor de sociologia a Columbia l'1 de juliol de 1956.
El 1955, Harper va donar a llum la seva filla Kathryn. De 1956 a 1957, la família es va traslladar a Copenhaguen, on Mills va actuar com a professor Fulbright a la Universitat de Copenhaguen. Mills i Harper es van separar el desembre de 1957 i es van divorciar oficialment el 1959.

### Carrera posterior
Mills es va casar amb la seva tercera dona, Yaroslava Surmach, una artista estatunidenca d'origen ucraïnès, i es va establir al comtat de Rockland, Nova York, el 1959. El seu fill, Nikolas Charles, va néixer el 19 de juny de 1960.
L'agost de 1960, Mills va passar un temps a Cuba, on va treballar en el desenvolupament del seu text Listen, Yankee. Va passar 16 dies allà, entrevistant funcionaris del govern cubà i civils cubans. Mills els va fer preguntes sobre si l'organització guerrillera, la que va fer la revolució, era igual que un partit polític. A més, Mills va entrevistar el president Fidel Castro, que va afirmar haver llegit i estudiat The Power Elite de Mills. Encara que Mills només va passar una breu part del seu temps a Cuba amb Castro, es van portar bé i Castro va enviar flors quan Mills va morir uns anys més tard.
Mills va ser descrit com un home amb pressa. A part de la seva naturalesa precipitada, era conegut sobretot per la seva combativitat. Tant la seva vida privada -quatre matrimonis amb tres dones, un fill de cadascuna, i diverses aventures- com la seva vida professional, que va implicar desafiar i criticar molts dels seus professors i companys de feina, s'han caracteritzat com a «tumultuoses». Va escriure un assaig força obvi, tot i que una mica velat, en què va criticar l'antic president del departament de Wisconsin i va qualificar el teòric sènior d'allà, Howard P. Becker, un «autèntic ximple».
Durant una visita a la Unió Soviètica, Mills va ser honrat com un crític important de la societat estatunidenca. Mentre allà va criticar la censura a la Unió Soviètica a través del seu brindis per un líder soviètic que va ser «purgat i assassinat per l'estalinisme». Va dir: «Fins al dia en què es publiquin les obres completes de Lev Trotski a la Unió Soviètica!»

### Salut
C. Wright Mills va lluitar amb una mala salut a causa del seu cor. Després de doctorar-se el 1942, Mills va suspendre l'examen físic a causa de tenir pressió arterial alta. Com que Mills va suspendre l'examen físic, es va lliurar de servir a l'exèrcit dels Estats Units durant la Segona Guerra Mundial.

### Mort
En una biografia de Mills d'Irving Louis Horowitz, l'autor escriu sobre la consciència aguda de Mills de la seva malaltia cardíaca. Especula que va afectar la manera com va viure la seva vida adulta. Mills va ser descrit com algú que treballava ràpidament, però amb eficàcia. Com que Mills treballava a un ritme ràpid, sabia que no viuria gaire a causa de la salut del seu cor. Horowitz descriu Mills com "un home a la recerca del seu destí". El 1962, Mills va patir el seu quart i últim atac de cor i va morir el 20 de març a West Nyack, Nova York. El servei es va fer a la Universitat de Colúmbia, on Hans Gerth i Daniel Bell van viatjar per parlar en nom seu. Es va celebrar un servei per a amics i familiars a la Confraternitat de Reconciliació pacifista interreligiosa de Nyack.

## Relacions amb altres teòrics
Mills va ser un intens estudiant de filosofia abans de convertir-se en sociòleg. La seva visió de la democràcia radical i igualitària va ser un resultat directe de la influència de les idees de Thorstein Veblen, John Dewey i Mead. Durant el seu temps a la Universitat de Wisconsin, Mills va ser profundament influenciat per Hans Gerth, un professor de sociologia d'Alemanya. Mills va obtenir una visió de l'aprenentatge europeu i la teoria sociològica de Gerth.
Mills i Gerth van començar la seva col·laboració de 13 anys el 1940. Gairebé immediatament, Gerth va expressar els seus dubtes sobre treballar col·lectivament amb Mills. Va acabar tenint raó, ja que tenien tensions crítiques en la seva col·laboració amb relació a l'ètica intel·lectual. Tots dos van reclutar advocats per donar suport als seus bàndols i van utilitzar posicions ètiques com a arma. Tot i això, encara van treballar junts i cadascun tenia la seva feina dins de la col·laboració. Mills va elaborar una divisió del treball i va editar, organitzar i reescriure els esborranys de Gerth, mentre que Gerth interpretava i traduïa el material alemany. La seva primera publicació junts va ser "A Marx for the Managers", que era una crítica a The Managerial Revolution: What is Happening in the World de James Burnham. Mills i Gerth van prendre la major part de la seva posició de fonts alemanyes. Van tenir els seus desacords, però Mills i Gerth van créixer una associació i es van convertir en grans col·laboradors que van treballar junts durant molt de temps per crear treballs nous i útils per al camp de la sociologia.
C. Wright Mills va estar fortament influenciat pel pragmatisme, concretament pels treballs de George Herbert Mead, John Dewey, Charles Sanders Peirce i William James. Encara que es reconeix que Mills va ser influenciat per Karl Marx i Thorstein Veblen, els aspectes de l'estructura social de les obres de Mills estan modelats en gran part per Max Weber i l'escriptura de Karl Mannheim, que va seguir de prop l'obra de Weber. Les obres de Max Weber van contribuir molt a la visió de Mills del món en general. En ser un dels estudiants de Weber, el treball de Mills se centra molt en el racionalisme. Mills també va reconèixer una influència general del marxisme; va assenyalar que el marxisme s'havia convertit en una eina essencial per als sociòlegs i, per tant, tots s'han d'educar naturalment sobre el tema; qualsevol influència marxista era aleshores el resultat d'una educació suficient. El neofreudianisme també va ajudar a donar forma a l'obra de Mills.

### Qui ha influït en Mills
- Stanley Cohen: va ser un sociòleg i criminòleg, professor de sociologia a la London School of Economics, conegut per trencar el terreny acadèmic sobre la «gestió emocional», inclosa la mala gestió de les emocions en forma de sentimentalisme, reacció excessiva i negació emocional.[33]
- G. William Domhoff: és un professor emèrit distingit i professor d'investigació de psicologia i sociologia a la Universitat de Califòrnia a Santa Cruz, i membre fundador del Cowell College de la UCSC.[34]
- Tom Hayden: va ser un activista social i polític estatunidenc, autor i polític.[35]
- Rosabeth Moss Kanter: professora de negocis Ernest L. Arbuckle a l'Escola de Negocis de Harvard; El seu llibre Men and Women of the Corporation va guanyar el 1977 el premi C. Wright Mills pel llibre destacat de l'any sobre temes socials.[36]
- Arnold Kaufman: va ser un enginyer francès, professor de Mecànica Aplicada i Recerca Operativa a l'École nationale supérieure des mines de Paris de París, a l’Institut Tecnològic de Grenoble i a la Universitat Catòlica de Lovaina, i assessor científic al Groupe Bull.[37]
- Ralph Miliband: va ser un sociòleg britànic i ha estat descrit com «un dels més coneguts acadèmics marxistes de la seva generació»,[38]
- Teodor Shanin: va ser un sociòleg britànic que va ser durant molts anys professor de sociologia a la Universitat de Manchester.[39]
- William Appleman Williams: va ser un dels historiadors revisionistes més destacats de la diplomàcia estatunidenca del segle xx.[40]
- Jock Young: va ser un sociòleg britànic i un criminòleg influent.[41]

## Obres
Entre les seues obres hi ha:
- White Collar: The American Middle Classes (1951) on afirma que la burocràcia ha aclaparat el treballador urbà, llevant-li tot pensament independent i transformant-lo és una mena de robot oprimit i content alhora. Que aconsegueix un salari, però esdevé alienat del món per la seua incapacitat d'influir-hi o canviar-lo.
- The Power Elite (1956).
- La imaginació sociològica (The Sociological Imagination) (1959).
- The New Men of Power: América's Labor Leaders (1948).
- The Causes of World War Three (1958).
- Listen, Yankee: The Revolution in Cuba (1960).

Línia del temps de Charles Wright Mills (en anglès).

- The Marxists (1962).